# Гаревка (Новосибирская область)
Гаревка — деревня в Тогучинском районе Новосибирской области. Входит в состав Заречного сельсовета.

## География
Площадь деревни — 96 гектаров.

## Население
| 2002 | 2007 | 2010 |
| ---- | ---- | ---- |
| 218  | ↗231 | ↘150 |

## Инфраструктура
На деревне по данным на 2007 год функционируют 1 учреждение здравоохранения и 1 учреждение образования.